# A4Tech
 (septembre 2016).
 (septembre 2020).
Si vous disposez d'ouvrages ou d'articles de référence ou si vous connaissez des sites web de qualité traitant du thème abordé ici, merci de compléter l'article en donnant les références utiles à sa vérifiabilité et en les liant à la section « Notes et références ».
A4tech est une société spécialisée dans la fabrication de périphériques et d'accessoires informatiques, fondée en 1987.

## Liste des produits
- Souris
- Claviers
- Microphones
- Casques
- Haut-parleurs
- Webcams
- Hub USB